# Hymenocardia heudelotii
Hymenocardia heudelotii är en emblikaväxtart som beskrevs av Jules Émile Planchon och Johannes Müller Argoviensis. Hymenocardia heudelotii ingår i släktet Hymenocardia och familjen emblikaväxter.

## Underarter
Arten delas in i följande underarter:
- H. h. chevalieri
- H. h. heudelotii